# Krapanski Potok
Der Krapanski Potok, kurz Krapan, ist ein Nebenfluss der Raša im Osten Istriens in Kroatien.

## Verlauf
Der Krapanski Potok ist ein Nebenfluss der Raša und fließt, wie diese, in die Ria Zaljev Raša (italienisch Canale dell’ Arsia), d. h. in ein vom Meer teilweise überflutetes Tal. Der Fluss entspringt in der Umgebung der Stadt Labin und mündet bei Most Raša in den größeren Fluss Raša.